# 別所俊一郎
別所 俊一郎（べっしょ しゅんいちろう、1975年（昭和50年）2月26日 - ）は、日本の経済学者。専門は、公共経済学・財政学。財務総合政策研究所総括主任研究官。学位は、博士（経済学）（東京大学・2006年）。広島県出身。

## 略歴

### 学歴
- 1979年4月1日 東邦幼稚園入園
- 1981年4月1日 大阪教育大学教育学部附属池田小学校入学
- 1981年9月1日 広島大学附属小学校転入
- 1987年4月1日 広島学院中学校入学
- 1990年4月1日 広島学院高等学校入学
- 1993年3月31日 広島学院高等学校卒業
- 1993年4月1日 東京大学文科II類入学
- 1995年4月1日 東京大学経済学部経済学科進学
- 1997年3月31日 東京大学経済学部経済学科卒業
- 1999年4月1日 東京大学大学院経済学研究科現代経済専攻修士課程入学
- 2001年3月29日 東京大学大学院経済学研究科現代経済専攻修士課程修了、修士（経済学）
- 2001年4月1日 東京大学大学院経済学研究科現代経済専攻博士後期課程入学
- 2006年3月23日 東京大学大学院経済学研究科現代経済専攻博士後期課程修了、博士（経済学）
  - 博士論文 『公共政策と市場の反応 : 日本の家計の行動のミクロ計量経済学的分析』[1]
  - 論文審査委員 主査：井堀利宏　福田慎一、岩本康志、大橋弘、市村英彦

### 職歴
- 1997年4月1日 - 1999年3月31日 日本総合研究所調査部研究員
- 2000年5月 - 2000年11月 日本銀行調査統計局短期事務委嘱（リサーチスタッフ）
- 2001年4月 - 2001年9月 東京大学大学院ミクロ経済学ティーチングアシスタント（神谷和也）
- 2001年4月 - 2003年6月 日本学術振興会特別研究員（DC1）
- 2001年10月 - 2002年2月 国際マクロ経済学ティーチングアシスタント（リチャード・アントン・ブラウン）
- 2002年4月 - 2002年9月 東京大学大学院上級マクロ経済学ティーチングアシスタント（リチャード・アントン・ブラウン）
- 2002年10月 - 2003年3月 東京大学大学院マクロ経済学ティーチングアシスタント（リチャード・アントン・ブラウン）
- 2003年4月 - 2003年6月 東京大学大学院マクロ経済学ティーチングアシスタント（林文夫）
- 2003年7月 - 2006年3月 財務省財務総合政策研究所研究官
- 2003年9月 - 2006年3月 埼玉大学経済学部非常勤講師
- 2004年4月 - 2005年3月 高千穂大学商学部非常勤講師（財政学）
- 2004年4月 - 明治学院大学経済学部非常勤講師（財政学）
- 2006年4月 - 2011年9月 一橋大学国際・公共政策大学院専任講師
- 2008年9月 - 2009年3月 アルバータ大学経済学部客員研究員
- 2011年10月 - 2016年12月 慶應義塾大学経済学部経済学科准教授
- 2017年1月 - 2023年3月 東京大学大学院経済学研究科准教授
- 2023年4月 - 早稲田大学政治経済学術院教授
- 現在 - 財務省財務総合政策研究所総括主任研究官